# Ais
Ais (Jece) pleme je američkih Indijanaca koje je u 16 stoljeću, i kasnije do nestanka obitavalo u području Indian Rivera na Floridi. O njima prvi glas dolazi u 16. stoljeću kada je među njima bio zarobljen izvjesni Pedro. U dugoj polovici šesnaestog stoljeća oni su zaratili sa Španjolcima, ali je 1570. sklopljen mir. Godine 1597. ovim područjem (od Florida Keysa do St. Augustine putuje guverner Mendez de Canco, prema kojemu su Aisi bili snažan narod, ipak negdje iza 1703. godine oni nestaju sa scene. Ostaci su im vjerojatno 1763. s ostalim nadvladanim plemenima prebačeni na Kubu.

## Kultura
Aisi su bili među najjačim plemenima Floride u 16. i 17. stoljeću. Pleme je bilo orijentirano prema moru, i prema arheološkim nalazima u ovom su kraju bili prisutni od oko 1000 prije Krista, pa do 18. stoljeća, kada su ih potukle bolesti i ratovi.  Prema Jonathan Dickinsonu, koji je u 17. stoljeću zaglavio na njihovoj obali, Aisi, koje on zove Jece, živjeli su od ribolova i lova.  Najviše nalaza nađeno je u okruzima Marin i St. Lucie, riječi su Lucille Rights-Murtough, koja navodi da većina predmeta potječe iz nekih 150 mounda (umjetnih brežuljaka) rasipanih duž obale. Kuće Aisa bile su bez zidova, čiji je krov pokriven slamom počivao na drvenim nosačima.  Svoje čamce dubili su u deblima, a nakit su izrađivali od školjaka.

## Jezik
Bio je srodan s jezicima iz južne Floride (calusa, tequesta, etc.), obično klasificirane porodici Muskhogean. Izgleda su oni ipak bliži antilskim Taino plemenima, i po jeziku i po kulturi. Današnji potomci Tequesta i Calusa kažu za sebe da su porijeklom od Taina a tim imenom i danas sebe nazivaju.

## Vanjske poveznice
- Spanish Contacts with the Ais